# Chimarra yaloma
Chimarra yaloma är en nattsländeart som beskrevs av Malicky 1994. Chimarra yaloma ingår i släktet Chimarra och familjen stengömmenattsländor. Inga underarter finns listade i Catalogue of Life.